# Garamanten

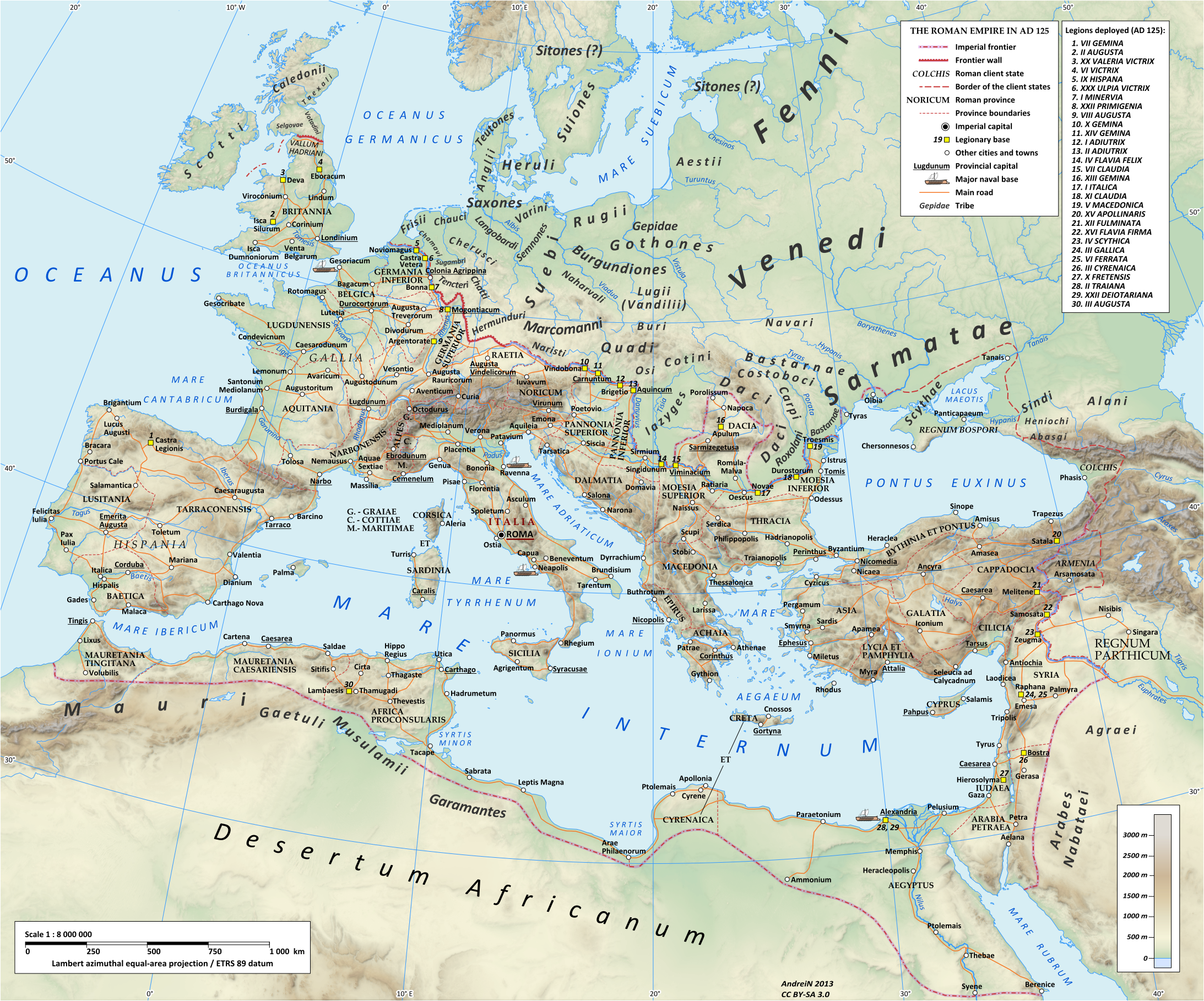
Karte des Römischen Reichs unter Hadrian (regierte 117–138 n. Chr.). Das Reich der Garamanten liegt in der Wüstenregion südlich der römischen Provinz Africa proconsularis (Tunesien, Libyen).

Die Garamanten waren ein im Fessan ansässiges antikes Volk der Berber. Sie besiedelten spätestens seit dem 5. Jahrhundert v. Chr., eventuell sogar seit dem 9. Jahrhundert v. Chr. das Innere Libyens im heutigen Fessan um die Hauptorte Zinchecra und Garama (Djerma nördlich von Murzuk). Sie waren Pferdezüchter. Durch die Nutzung von Streitwagen konnten sie die umliegenden Völker unterwerfen. Von den Garamanten existieren auch Felszeichnungen in der Sahara.

## Transsaharahandel

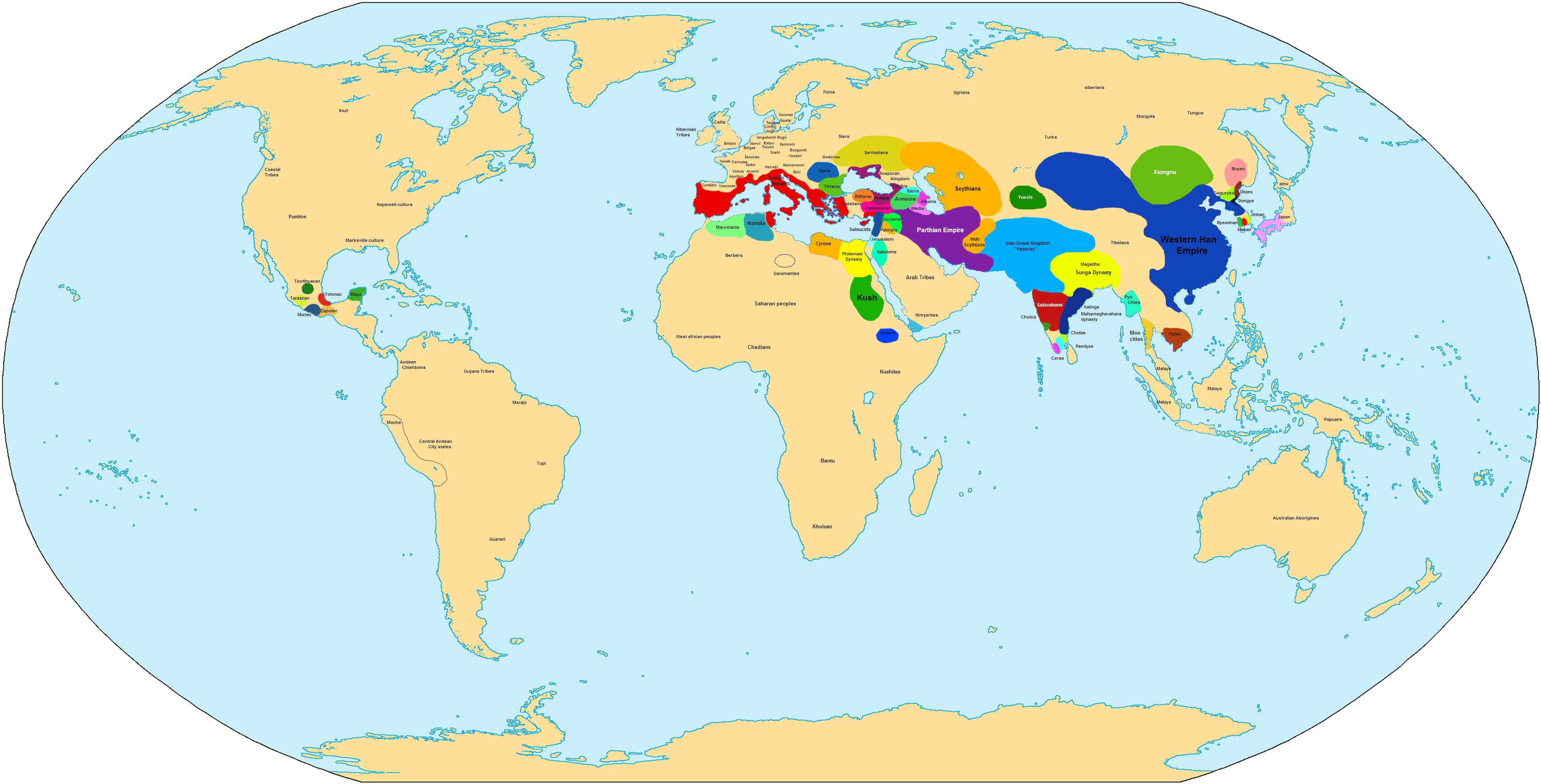
Die Garamanten in der globalen Situation etwa 100 v. Chr.

Die Garamanten beherrschten den frühen Transsaharahandel zwischen der Mittelmeerküste Libyens und dem Tschadsee. Gehandelt wurden vor allem Elfenbein, Häute, Edelsteine, Salz und wilde Tiere für den Bedarf der römischen Zirkusse gegen Luxuswaren. Inwieweit die Garamanten auch mit Sklaven handelten, ist in der Altertumswissenschaft umstritten. Gesichert ist aber, dass Gefangene aus ihrem Volk in den römischen Städten, etwa in Leptis Magna, als Beute von Löwen etc. in der Arena endeten, wie Mosaikdarstellungen aus Nordafrika zeigen. Der Handel lief zunächst über die griechische Kolonie Kyrene, nach der Eroberung des Gebietes durch die Römer über die Stadt Leptis Magna.
Herodot berichtet von der Reise einiger Berber vom Stamm der Nasamonen von der Cyrenaika durch die Sahara bis ins Land der Schwarzen (wohl in die Gebiete des Niger). Nichts aber deutet darauf hin, dass man darin den Beweis für einen regelmäßigen Karawanenhandel mit dem Sudan sehen kann. Die früher häufig vertretene Theorie, die Garamanten hätten den Handel mit Hilfe ihrer Streitwagen betrieben, wird heute weitgehend abgelehnt, da die Wagen nicht für lange Strecken und auch nicht für den Transport von Handelswaren geeignet waren.
Als südlichste Stadt des Garamantengebietes gilt heute Ghat. Etwa 10 km südlich der Stadt stand die Festung Aghram Nadharif, die vielleicht als Grenzsicherung erbaut wurde.

## Landwirtschaft
Um in der Sahara zu überleben, entwickelten die Garamanten ein ausgeklügeltes Bewässerungssystem: Mehr als 600 Kanäle führten zu unterirdischen Wasserreservoirs und versorgten die Landwirtschaft. Diese Kanäle wurden über 100.000 bis zu 40 Meter tiefe Wartungsschächte kontrolliert und bei Bedarf repariert. Das so konstruierte Foggara-Kanalsystem erstreckte sich über mehrere tausend Kilometer. Mit dem Wasser wurden Pflanzen wie Gerste, Feigen, Trauben, Hirse und sogar Baumwolle angebaut, letztere trotz ihres sehr hohen Wasserverbrauchs.

## Felszeichnungen und Schrift

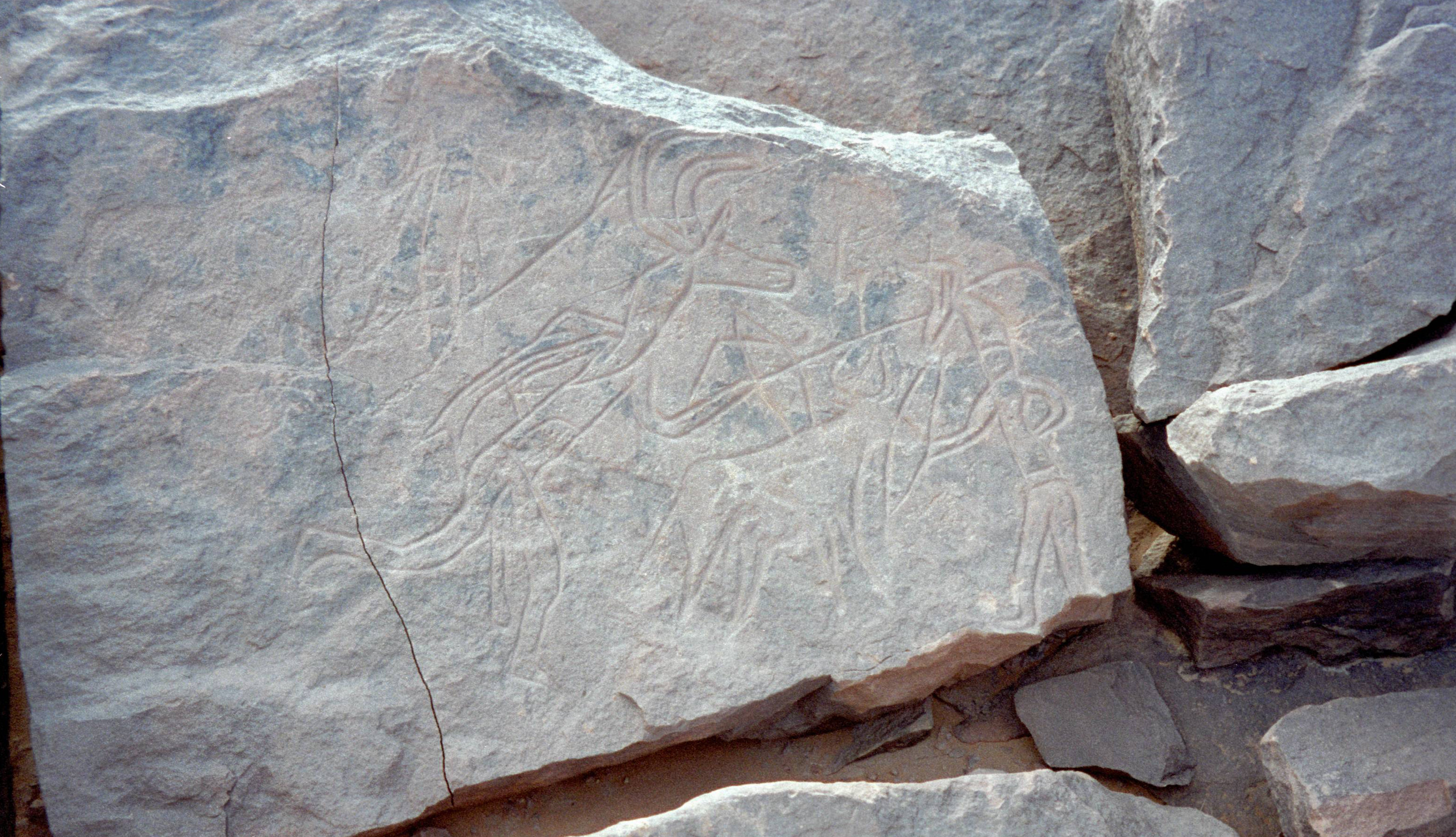
Garamantische Steingravuren südöstlich von Ubari, Libyen

Im ehemaligen Siedlungsgebiet der Garamanten sind an geschützten Felswänden und in Höhlungen Felszeichnungen und Schriftzeichen in der Tifinagh-Schrift erhalten. Diese Schrift wird auch heute noch von den Berbern und Tuareg verwendet und ist höchstwahrscheinlich aus dem libyschen bzw. dem phönizischen Alphabet entstanden.

## Geschichte

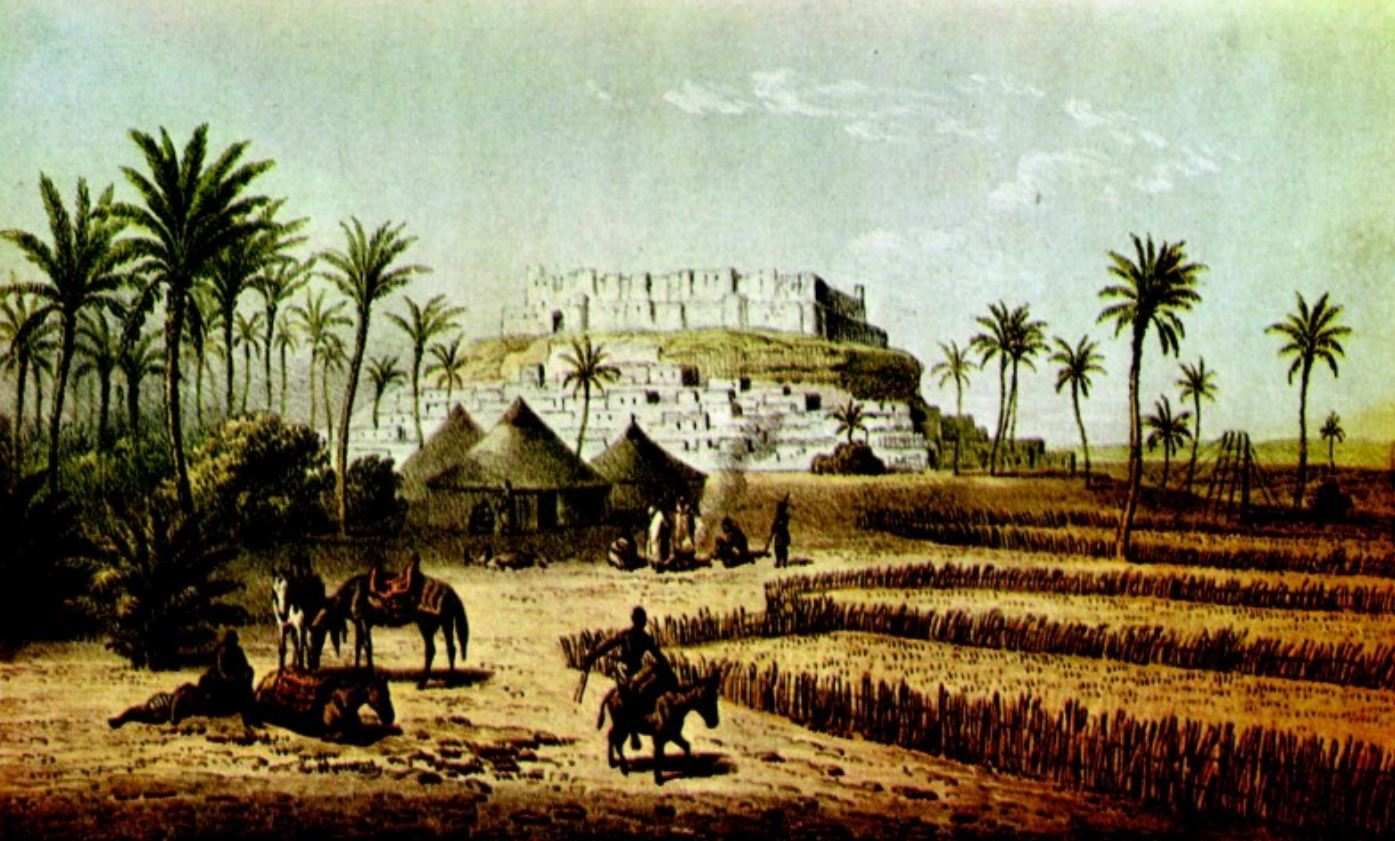
Erhaltener Ksar der Garamanten in der Oase Adiri, um 1850 (illustriert nach einer Skizze von Heinrich Barth)

Im 1. Jahrhundert v. Chr. kam es zu Kämpfen mit den Römern, welche unter Prokonsul Lucius Cornelius Balbus Minor in die Sahara vordrangen und möglicherweise die Hauptstadt Garama zerstörten (20–19 v. Chr.). Zwar kam es in der Folgezeit weiter zu vereinzelten Kämpfen, doch wurde die militärische Überlegenheit der Römer am Ende des 1. Jahrhunderts anerkannt.
Die von dem britischen Orientalisten Edward W. Bovill (1892–1966) und dem französischen Völkerkundler Henri Lhote (1903–1991) vorgetragene These, die Römer hätten sich bei ihrem großen Vorstoß gegen die Garamanten im Jahre 69 n. Chr. erstmals der Dromedare als Reittiere bedient, ist zwar verführerisch, aber historisch unbewiesen. Dies gilt auch für Lhotes Theorie, die Römer seien unter dem Kommando des Proconsul Gaius Valerius Festus dank der Kamele bis an den Niger am Südrand der Sahara vorgestoßen.
Auch wenn die Nachrichten mit dem Niedergang des Römischen Reiches nachlassen, scheint das Reich der Garamanten noch bis ins 7. Jahrhundert existiert zu haben. Gegen Ende der 560er Jahre nahmen die Garamanten den christlichen Glauben an. Die Garamanten fielen erst der islamischen Expansion durch die nordafrikanischen Eroberungszüge der muslimischen Araber in den Fessan zum Opfer und während der ersten Hälfte des 7. Jahrhunderts n. Chr. wurde im Zuge dieser arabischen Invasion der letzte Herrscher von Garama abgesetzt.
Die Zerstörung Garamas durch die Römer wird inzwischen als fraglich angesehen. Man geht davon aus, dass Abkommen zwischen den Rivalen getroffen wurden. Der Niedergang des Reiches wurde durch den Verfall des Römischen Reiches eingeläutet, durch den Wegfall des wichtigsten Handelspartners.

## Nachfahren
Die Tuareg der zentralen Sahara sollen Nachfahren der Garamanten sein. Der deutsche Afrikaforscher Heinrich Barth (1821–1865) und sein französischer Kollege Henri Duveyrier (1840–1892) entdeckten und beschrieben als erste Europäer die archäologischen Überreste des Garamantenreiches.

## Dokumentarfilme
- Dirk Laabs, Gisela Graichen: Schliemanns Erben: Das Geheimnis der Wüstenkönige. ZDF, Deutschland 2006 (43 Minuten; Text und Video auf YouTube).